# كأس ليختنشتاين 1996–97
كأس ليختنشتاين 1996–97 هو الموسم 52 من كأس ليختنشتاين. أشرف على تنظيمه اتحاد ليختنشتاين لكرة القدم، وفاز فيه FC Balzers ‏.